# Amische neuer Ordnung
Die Amischen neuer Ordnung sind eine Untergruppe der Amischen, die den Amischen alter Ordnung nahesteht. Einige Wissenschaftler sehen die Gruppe trotz ihres Namens am besten als Untergruppe der Amischen alter Ordnung charakterisiert.
Die Amischen neuer Ordnung trennten sich in den 1960er Jahren aus verschiedenen Gründen von den Amischen alter Ordnung, darunter der Wunsch nach „sauberen“ Bräuchen bei der Partnerwerbung ihrer Jugendlichen, was bedeutet, dass sie die Praxis des sogenannten Bundling nicht dulden, bei der jugendliche Paare bekleidet zusammen in einem Bett liegen. Tabak und Alkohol sind ebenfalls nicht erlaubt. Außerdem wollten die Amischen neuer Ordnung einige evangelikale Elemente integrieren, darunter Sonntagsschule und Missionsarbeit. Der Wunsch, einige technische Geräte zu gebrauchen, die bei den Amischen alter Ordnung normalerweise verboten sind, spielte ebenfalls eine Rolle.

## Untergruppen
Es gibt vier Untergruppen, die als Amische neuer Ordnung bezeichnet werden:
- Non-electric New Order (35 Gemeindebezirke im Jahre 2011), die konservativsten unter den Amischen neuer Ordnung
- Electric New Order (17 Gemeindebezirke im Jahre 2011), fortschrittlicher als die Non-electric New Orders
- New Order Tobe (5 Gemeindebezirke im Jahre 2011), fortschrittlich im Gebrauch von Technik, aber konservativ in ihrer Spiritualität
- New Order Fellowship (4 Gemeindebezirke im Jahre 2011), die fortschrittlichsten unter den Amischen neuer Ordnung[2]